# Кобра капська
Ко́бра ка́пська (Naja nivea) — отруйна змія з роду Справжні кобри родини Аспідові.

## Опис
Загальна довжина досягає 1,5—2 м. Голова невелика. Тулуб стрункий, кремезний. На каптурі відсутні «окуляри». Забарвлення бурштиново-жовте або темно-коричневе з коричневою поперечною смугою на нижній стороні шиї.

## Спосіб життя
Полюбляє пустельно—стеепові та гірські місцини. Зустрічається на висоті до 2500 м над рівнем моря. Часто трапляється біля різних водойм. Активна вдень. Харчується ящірками, зміями, жабами, ропухами, мишоподібними, птахами, навіть падлом.
Це яйцекладна змія. Самиця відкладає від 8 до 20 яєць.

## Отруйність
Вважається однією з найотруйніших змій Африки. Її отрута містить найбільшу кількість нейротоксинів серед усіх кобр. Відсоток смертності від укусу цієї кобри досить високий.

## Розповсюдження
Мешкає у Намібії, Ботсвані, Південно-Африканській Республіці, Лесото.